# Кинематографија Јужне Кореје
Кинематографија Јужне Кореје односи се на филмску индустрију Јужне Кореје од 1945. до данас. Јужнокорејски филмови су били под великим утицајем догађаја и сила као што су јапанска окупација Кореје, Корејски рат, владина цензура, пословни сектор, глобализација и демократизација Јужне Кореје.
Златно доба јужнокорејске кинематографије средином 20. века произвело је оно што се сматра за два најбоља јужнокорејска филма свих времена, Тhe Housemaid (1960) и Obaltan (1961), док је оживљавање индустрије почело од касних 1990-их до данас и произвело филмове са највећом зарадом у земљи у историји, The Admiral: Roaring Currents (2014) и Extreme Job (2019).
Добитници многих награда су филм Parasite (2019), као и интернационални култни класици попут Oldboy (2003), Snowpiercer (2013), и Train to Busan (2016).
Са све већим глобалним успехом и глобализацијом корејске филмске индустрије, у последње две деценије корејски глумци као што су Ли Бјунг-хун и Бе Дуна глуме у америчким филмовима, корејски редитељи као што су Парк Чан-вук и Бонг Џун-хо режирају нглески- језик ради, корејско-амерички глумци прелазе да глуме у корејским филмовима као што су Стивен Јан и Ма Донг-сеок, а корејски филмови ће бити преправљени у Сједињеним Државама, Кини и другим тржиштима. Међународни филмски фестивал у Бусану је такође постао највећи и најважнији филмски фестивал у Азији.
Амерички филмски студији су такође основали локалне подружнице као што су Warner Bros. Korea и 20th Century Fox Korea да финансирају корејске филмове као што су The Age of Shadows (2016) и The Wailing (2016), стављајући их у директну конкуренцију са корејском Великом четворком која је вертикално интегрисана домаће филмске продукцијске и дистрибутерске компаније: Lotte Cultureworks, Next Entertainment World и Showbox. Нетфликс је такође ушао у Кореју као филмски продуцент и дистрибутер као део своје међународне стратегије раста у потрази за новим тржиштима и тежње да пронађе нови садржај за потрошаче на америчком тржишту усред „стриминг ратова“ са Дизнијем.

## Историја

### Ослобађање и рат (1945—1953)
Са предајом Јапана 1945. и каснијим ослобођењем Кореје, слобода је постала доминантна тема у јужнокорејској кинематографији касних 1940-их и раних 1950-их. Један од најзначајнијих филмова из ове епохе је Viva Freedom! редитеља Чој Ин-гија (1946), који је познат по приказу корејског покрета за независност. Филм је доживео велики комерцијални успех јер је изазвао узбуђење јавности поводом недавног ослобођења земље.
Међутим, током Корејског рата, јужнокорејска филмска индустрија је стагнирала и само 14 филмова је произведено од 1950. до 1953. Сви филмови из тог доба су од тада изгубљени. Након примирја у Корејском рату 1953. године, јужнокорејски председник Сингман Ри покушао је да подмлади филмску индустрију ослобађајући је од опорезивања. Поред тога, страна помоћ стигла је у земљу након рата који је јужнокорејским филмским ствараоцима обезбедио опрему и технологију за почетак производње нових филмова.

### Златно доба (1955—1972)
Иако су филмски ствараоци и даље били подвргнути владиној цензури, Јужна Кореја је доживела златно доба филма, које се углавном састојало од мелодрама, почевши од средине 1950-их. Број филмова снимљених у Јужној Кореји порастао је са само 15 у 1954. на 111 у 1959. години.
Један од најпопуларнијих филмова тог доба, сада изгубљени римејк Chunhyang-jeon (1955) режисера Ли Кју-хвана, привукао је 10 посто становништва Сеула у биоскопе Међутим, док је Chunhyang-jeon поново испричана традиционална корејска прича, још један популаран филм тог доба, Madame Freedom Хан Хјунг-моа (1956), испричао је модерну причу о женској сексуалности и западним вредностима.
Јужнокорејски филмски ствараоци су накратко били ослобођени цензуре почетком 1960-их, између администрација Сингман Рија и Парк Чанг-хија. The Housemaid (1960) Ким Ки-Јунга и Obaltan (1961) Ју Хјун-мока, који се сада сматра међу најбољим јужнокорејским филмовима икада снимљеним, снимљени су у то време.
The Coachman (1961) Канг Де-џина постао је први јужнокорејски филм који је освојио награду на међународном филмском фестивалу када је однео награду жирија за Сребрног медведа на Међународном филмском фестивалу у Берлину 1961. године.
Када је Парк Чанг-хи постао вршилац дужности председника 1962. године, владина контрола над филмском индустријом се значајно повећала. У складу са Законом о филму из 1962. године, донета је серија све рестриктивнијих мера које су ограничавале увоз филмова по систему квота. Новим правилником је такође смањен број домаћих филмских кућа са 71 на 16 за годину дана. Државна цензура је циљала на опсценост, комунизам и непатриотске теме у филмовима.
Без обзира на то, ограничење Закона о филмским филмовима на увозне филмове резултирало је бумом домаћих филмова. Јужнокорејски филмски ствараоци морали су брзо да раде како би задовољили јавну потражњу, а многи филмови су снимљени за само неколико недеља. Током 1960-их, најпопуларнији јужнокорејски филмски ствараоци објављивали су шест до осам филмова годишње. Режисер Ким Су Џонг је 1967. године објавио десет филмова, укључујући Mist, која се сматра његовим највећим делом.
Године 1967. изашао је први јужнокорејски дугометражни анимирани филм, Hong Kil-dong. Уследило је неколико анимираних филмова укључујући Golden Iron Man (1968), први јужнокорејски научнофантастични анимирани филм.

### Цензура и пропаганда (1973–1979)
Владина контрола филмске индустрије Јужне Кореје достигла је свој врхунац током 1970-их под ауторитарним „Системом Јусин“ председника Парк Чанг Хи. Korean Motion Picture Promotion Corporation је створена 1973. године, наводно да подржи и промовише јужнокорејску филмску индустрију, али је њена примарна сврха била да контролише филмску индустрију и промовише „политички коректну“ подршку цензури и владиним идеалима. Према Међународном филмском водичу из 1981. „Ниједна земља нема строжији кодекс филмске цензуре од Јужне Кореје – са могућим изузетком Севернокорејаца и неких других земаља комунистичког блока.“
Само филмским ствараоцима који су раније производили "идеолошки исправне" филмове и за које се сматрало да су лојални влади било је дозвољено да пуштају нове филмове. Чланови филмске индустрије који су покушали да заобиђу законе о цензури били су стављени на црну листу, а понекад и затварани. Једног таквог режисера са црне листе, плодног редитеља Шин Санг-ока, киднаповала је севернокорејска влада 1978. након што му је јужнокорејска влада одузела лиценцу за снимање филмова 1975. године.
Филмови препуни пропаганде (или „филмови о политици“) произведени 1970-их били су непопуларни код публике која је навикла да види друштвене проблеме из стварног живота на екрану током 1950-их и 1960-их. Поред мешања владе, јужнокорејски филмски ствараоци почели су да губе своју публику због телевизије, а посећеност биоскопа је опала за преко 60 процената од 1969. до 1979. године.
Филмови који су били популарни међу публиком током ове ере укључују Yeong-ja's Heydays (1975) и Winter Woman (1977), оба у режији Ким Хо-суна. Филмови су о проституткама. Упркос њиховом отвореном сексуалном садржају, влада је дозволила објављивање филмова, а жанр је био изузетно популаран током 1970-их и 1980-их.

### Опоравак (1980–1996)
Осамдесетих година 20. века, јужнокорејска влада је почела да ублажава цензуру и контролу филмске индустрије. Закон о филмовима из 1984. дозволио је независним филмским ствараоцима да почну да производе филмове, а ревизија закона из 1986. омогућила је увоз више филмова у Јужну Кореју.
У међувремену, јужнокорејски филмови су први пут на значајан начин почели да допиру до међународне публике. Mandala редитеља Им Квон-тека (1981) освојио је Grand Prix на Хавајском филмском фестивалу 1981. и убрзо је постао први корејски редитељ чији су филмови приказани на европским филмским фестивалима. Његов филм Gilsoddeum (1986) приказан је на 36. Берлинском међународном филмском фестивалу, а глумица Канг Со-јен освојила је награду за најбољу женску улогу на Међународном филмском фестивалу у Венецији 1987. за улогу у Имовом филму, The Surrogate Woman.
1988. године, јужнокорејска влада је укинула сва ограничења за стране филмове, а америчке филмске компаније почеле су да отварају канцеларије у Јужној Кореји. Да би домаћи филмови могли да се такмиче, влада је поново увела квоту за екране која је захтевала да биоскопи приказују домаће филмове најмање 146 дана годишње. Међутим, упркос квоти, тржишни удео домаћих филмова је до 1993. био само 16 процената.
Јужнокорејска филмска индустрија поново је промењена 1992. године хит филмом Marriage Story Ким Ји-сеока, који је објавио Самсунг. Био је то први јужнокорејски филм који је објавио пословни конгломерат познат као чебол, и отворио је пут другим чеболима да уђу у филмску индустрију, користећи интегрисани систем финансирања, производње и дистрибуције филмова.

### Ренесанса (1997 – данас)
Као резултат азијске финансијске кризе 1997. године, многи чеболи су почели да смањују своје учешће у филмској индустрији. Међутим, они су већ поставили темеље за ренесансу јужнокорејског филмског стваралаштва подржавајући младе редитеље и уводећи добре пословне праксе у индустрију. „Нова корејска кинематографија“, укључујући сјајне блокбастере и филмове креативног жанра, почела је да се појављује крајем 1990-их и 2000-их.
Успех јужнокорејске кинематографије премашио је успех холивудских филмова касних 1990-их, углавном због закона о квотама за приказивање филмова који су ограничавали публику да приказује стране филмове. Први пут усвојена 1967. године, јужнокорејска квота за екране поставила је ограничења на број дана у години у којима се страни филмови могу приказивати у било ком позоришту – што је наишло на критике филмских дистрибутера изван Јужне Кореје као неправедне. Као предуслов за преговоре са Сједињеним Државама о споразуму о слободној трговини, корејска влада је смањила годишњу квоту за домаће филмове са 146 дана на 73 (што је омогућило да више страних филмова уђе на тржиште). У фебруару 2006, јужнокорејски филмски радници одговорили су на смањење тако што су организовали масовне скупове у знак протеста. Према Ким Хјуну, "Јужнокорејска филмска индустрија, као и већине земаља, у великој су сенци Холивуда. Нација је прошле године извезла филмове у САД у вредности од 2 милиона долара и увезла 35,9 милиона долара".
Један од првих блокбастера био је Shiri Канг Је-гија (1999), филм о севернокорејском шпијуну у Сеулу. Био је то први филм у историји Јужне Кореје који је само у Сеулу продао више од два милиона карата. Shiri су пратили и други блокбастери, укључујући Joint Security Area Парка Чан-вука (2000), Квак Џеј-јонг-ову My Sassy Girl (2001), Квак Кјунг-таеков Friend (2001), Канг Ву-сука Silmido (2003) и Канг Је-гијуов  Taegukgi (2004). Silmido и Taegukgi је видело 10 милиона људи у земљи — око једне четвртине целокупне популације Јужне Кореје.
Јужнокорејски филмови почели су да привлаче значајну међународну пажњу 2000-их, делом захваљујући редитељу Парку Чан-вуку, чији је филм Oldboy (2003) освојио је награду жирија на Филмском фестивалу у Кану 2004. и хвалили су га амерички редитељи, укључујући Квентина Тарантина и Спајка Лија. Спајк Ли је режирао римејк Oldboy (2013).
The Host редитеља Бонг Џун-хоа (2006), а касније и филм на енглеском језику Snowpiercer (2013), међу филмовима са највећом зарадом свих времена у Јужној Кореји и похваљени су од стране филмских критичара. Train to Busan (2016) Јон Санг-хоа, такође један од филмова са највећом зарадом свих времена у Јужној Кореји, постао је други филм са највећом зарадом у Хонг Конгу 2016. године.
2019. године, Parasite Бонг Џун-хоа постао је први филм из Јужне Кореје који је освојио престижну Златну палму на Филмском фестивалу у Кану. На 92. додели Оскара, Parasite је постао први јужнокорејски филм који је добио било какву врсту признања за Оскара, добивши шест номинација. Освојио је најбољи филм, најбољу режију, најбољи међународни дугометражни филм и најбољи оригинални сценарио, поставши први филм који је у потпуности продуцирала нека азијска држава који је номинован за Оскара за најбољи филм од Crouching Tiger, Hidden Dragon, као и први филм филм који није на енглеском да је освојио Оскара за најбољи филм.

## ЛГБТ кинематографија Јужне Кореје
ЛГБТК филмови и представе ЛГБТК ликова у јужнокорејској кинематографији могу се видети од почетка јужнокорејског филма упркос перцепцији јавности да је Јужна Кореја у великој мери анти-ЛГБТ. Критичари филма расправљају о дефинисању „квир кинематографије” због потешкоћа у дефинисању „квир” у филмским контекстима. Термин "квир" има своје корене у енглеском језику и иако је његово порекло имало негативне конотације, рекултивација термина је почела 1980-их у САД и почела је да обухвата нехетеронормативне сексуалности чак и изван САД.
Стога се квир кинематографија у Јужној Кореји може сматрати обухватајућим приказима нехетеронормативне сексуалности. С тим у вези, критичари јужнокорејске кинематографије наизменично користе ЛГБТК и квир. Иако карактеристике које чине филм као ЛГБТК могу бити субјективне због дефинисања појма „квир“, као и због тога колико је експлицитна или имплицитна ЛГБТК репрезентација у филму, постоји велики број филмова који се као такви сматрају у корејској кинематографији.
Према Пил Хо Киму, корејска квир кинематографија може се категорисати у три различите категорије у погледу видљивости и јавног пријема. Постоји невидљиво доба (1945—1997), где филмови са квир темама добијају ограничену пажњу, као и дискретне репрезентације због друштвених притисака, затим камуфлажно доба (1998—2004) које карактерише либералнија политичка и друштвена сфера која је охрабривала филмске ствараоце. повећавајући производњу ЛГБТК филмова и више експериментишући са њиховим отвореним приказима, али и даље оклевајући, и коначно, доба блокбастера (2005 – данас) када су филмови са ЛГБТК тематиком почели да улазе у мејнстрим након притиска на цензуру независних филмова раније.
Иако је квир корејска кинематографија углавном представљена кроз независне и кратке филмове, постоји подстицај за укључивање ЛГБТК репрезентације у биоскоп, као и позив да се обрати пажња на ове филмове. Прекретнице укључују укидање много строжег корејског комитета за етику сценских уметности и појаву Корејског савета за промоцију сценских уметности и „Seoul Queer Film and Video Festival" 1998. године након што је корејска власт затворила оригинални фестивал геј и лезбејског филма.

## Филмови са највишом зарадом
Корејски филмски савет је објавио филмове са највећом зарадом од 2004. године:
1. The Admiral: Roaring Currents (2014)
2. Extreme Job (2019)
3. Along with the Gods: The Two Worlds (2017)
4. Ode to My Father (2014)
5. Veteran (2015)
6. The Thieves (2012)
7. Miracle in Cell No.7 (2013)
8. Assassination (2015)
9. Masquerade (2012)
10. Along with the Gods: The Last 49 Days (2018)